# Phyllorhynchus
Phyllorhynchus – rodzaj węży z podrodziny Colubrinae w rodzinie połozowatych (Colubridae).

## Zasięg występowania
Rodzaj obejmuje gatunki występujące w Stanach Zjednoczonych i Meksyku.

## Systematyka

### Etymologia
Phyllorhynchus: gr. φυλλον phullon „liść”; ῥυγχος rhunkhos „pysk”.

### Podział systematyczny
Do rodzaju należą następujące gatunki:
- Phyllorhynchus browni
- Phyllorhynchus decurtatus